# Sakiusa Matadigo
Sakiusa Masinivanua (Masi) Matadigo (8 de agosto de 1982) é um jogador de rugby fijiano, que joga na posição de forward.

## Carreira
Sakiusa Matadigo integrou o elenco da Seleção de Rugby Union de Fiji na Copa do Mundo de Rugby Union de 2015 e 2011.